# Kostas Tsimikas
Konstantinos " Kostas " Tsimikas (tiếng Hy Lạp: Κωνσταντίνος "Κώστας" Τσιμίκας), sinh ngày 12 tháng 5 năm 1996 là một cầu thủ bóng đá chuyên nghiệp người Hy Lạp chơi ở vị trí hậu vệ trái cho câu lạc bộ Liverpool tại Premier League và Đội tuyển bóng đá quốc gia Hy Lạp.
Tsimikas trước đây chơi cho Olympiakos, và cũng đã có giai đoạn cho mượn với Esbjerg và Willem II.

## Sự nghiệp

### Những năm đầu
Tsimikas sinh ra ở Thessaloniki, đến từ làng Lefkonas, Serres. Anh bắt đầu sự nghiệp của mình từ đội bóng địa phương tại ngôi làng của mình và chuyển đến AS Neapoli Thessaloniki khi mới 14 tuổi. Năm 2013, anh ra mắt Panserraikos và đã ghi được 5 bàn thắng trong giai đoạn mùa giải 2013-14 tại Gamna Ethniki.

### Olympiacos
Tsimikas đã có trận ra mắt Olympiacos tại giải Greece Super League trong trận đấu với AEL Kalloni vào ngày 19 tháng 12 năm 2015. Từ năm 2017 đến năm 2018, anh được cho mượn tại Esbjerg và Willem II.
Huấn luyện viên Pedro Martins đã giữ Tsimikas ở lại Olympiacos trong mùa giải 2018–19. Vào tháng 11 năm 2018, anh ấy đã kiến tạo bàn thắng đầu tiên của Kostas Fortounis trong trận thua 1–5 trước F91 Dudelange ở vòng bảng Europa League. Sau đó cả hai cầu thủ đều có tên trong Đội hình tiêu biểu của UEFA Europa League. Vào cuối năm 2018, anh ấy thường xuyên phải ngồi trên băng ghế dự bị khi một cầu thủ khác là Leonardo Koutris đã giành lấy ở vị trí của anh. Tuy nhiên ban lãnh đạo của đội bóng Olympiacos vẫn đặt niềm tin rất lớn vào Tsimikas. Kết quả là, cầu thủ 22 tuổi đã được đề nghị một hợp đồng mới, giữ anh ở lại câu lạc bộ cho đến mùa hè năm 2023.
Tại mùa giải 2019-20 ở Europa League sau khi Olympiacos không vượt qua vòng bảng Champions League, Tsimikas đã gây ấn tượng mạnh khi gây khó và bắt chết tiền đạo Adama Traoré bên phía Wolverhampton tại vòng 1/16.

### Liverpool
Vào ngày 10 tháng 8 năm 2020, Tsimikas gia nhập câu lạc bộ đang thi đấu tại giải Ngoại Hạng Anh Premier League là Liverpool theo một hợp đồng dài hạn với mức phí được cho là 11,75 triệu bảng Anh.

## Sự nghiệp quốc tế
Tsimikas lần đầu tiên được goi vào đội tuyển quốc gia Hy Lạp cho các trận đấu tại UEFA Nations League 2018–19 gặp Hungary và Phần Lan vào tháng 10. Anh có trận ra mắt quốc tế khi được ra sân ngay từ đầu trong trận đấu với Hungary vào ngày 12 tháng 10 trên sân nhà. Hy Lạp đã giành chiến thắng với pha kiến tạo của anh dành cho Kostas Mitroglou, người ghi bàn thắng duy nhất của trận đấu.

## Thống kê sự nghiệp

### Câu lạc bộ
Tính đến ngày 19 tháng 5 năm 2021
| Câu lạc bộ          | Mùa giải            | Giải đấu            | Giải đấu | Giải đấu | Cúp quốc gia | Cúp quốc gia | Cúp liên đoàn | Cúp liên đoàn | Châu Âu | Châu Âu | Khác | Khác | Tổng cộng | Tổng cộng |
| Câu lạc bộ          | Mùa giải            | Hạng                | Trận     | Bàn      | Trận         | Bàn          | Trận          | Bàn           | Trận    | Bàn     | Trận | Bàn  | Trận      | Bàn       |
| ------------------- | ------------------- | ------------------- | -------- | -------- | ------------ | ------------ | ------------- | ------------- | ------- | ------- | ---- | ---- | --------- | --------- |
| Olympiacos          | 2015–16             | Superleague Greece  | 3        | 0        | 6            | 0            | —             | —             | 0       | 0       | —    | —    | 9         | 0         |
| Olympiacos          | 2016–17             | Superleague Greece  | 1        | 0        | 2            | 0            | —             | —             | 0       | 0       | —    | —    | 3         | 0         |
| Olympiacos          | 2018–19             | Superleague Greece  | 15       | 0        | 4            | 0            | —             | —             | 9       | 0       | —    | —    | 28        | 0         |
| Olympiacos          | 2019–20             | Superleague Greece  | 27       | 0        | 3            | 0            | —             | —             | 16      | 0       | —    | —    | 46        | 0         |
| Olympiacos          | Tổng cộng           | Tổng cộng           | 46       | 0        | 15           | 0            | —             | —             | 25      | 0       | —    | —    | 86        | 0         |
| Esbjerg (mượn)      | 2016–17             | Danish Superliga    | 9        | 2        | 4            | 0            | —             | —             | —       | —       | —    | —    | 13        | 2         |
| Willem II (mượn)    | 2017–18             | Eredivisie          | 33       | 3        | 4            | 3            | —             | —             | —       | —       | —    | —    | 37        | 6         |
| Liverpool           | 2020–21             | Premier League      | 2        | 0        | 0            | 0            | 1             | 0             | 4       | 0       | 0    | 0    | 7         | 0         |
| Tổng cộng sự nghiệp | Tổng cộng sự nghiệp | Tổng cộng sự nghiệp | 90       | 5        | 23           | 3            | 1             | 0             | 29      | 0       | 0    | 0    | 143       | 8         |

## Danh hiệu

### Olympiacos
- Vô địch quốc gia Hy Lạp: 2015–16 , 2019–20[4]

Liverpool
- Premier League: 2024–25
- FA Cup: 2021–22[14]
- EFL Cup: 2021–22,[15] 2023–24
- FA Community Shield: 2022

### Cá nhân
- Cầu thủ xuất sắc nhất của bóng đá Hy Lạp: 2019-2020[16]
- Super League Hy Lạp - Câu lạc bộ của năm: 2019-2020[17]